# She's in Parties
She's in Parties è un singolo del gruppo musicale britannico Bauhaus, pubblicato nell'aprile 1983 ed estratto dall'album Burning from the Inside.

## Descrizione
Il singolo uscì sia in formato 7" che 12" su etichetta Beggars Banquet. Fu l'ultimo 45 giri della band a riscuotere un certo successo commerciale e raggiunse la posizione numero 26 nella Official Singles Chart.

## Tracce
7"
1. She's in Parties – 3:45
2. Departure – 4:49

Durata totale: 8:34
12"
1. She's in Parties – 5:38
2. Here's the Dub (Special Effects by "Loonatik & Drinks") – 3:19
3. Departure – 4:48

Durata totale: 13:45